# 新民学会
新民学会是1918年4月14日在湖南长沙成立的影响力很大的一个革命团体。毛泽东和蔡和森是此学会的发起人。新民学会召开成立会于1918年4月14日在蔡和森家中举办，到会者有包括毛泽东、蔡和森、萧子升、李维汉在内的14人。会议通过了会章，选举产生了干事。根据会章，新民学会的宗旨是“革新学术，砥砺品行，改良人心风俗。”五四运动后，由于多数会员受到包括马克思主义在内的新思想的影响，宗旨改为“改造中国与世界”。
新民学会成立的重要原因是他们大多是杨昌济的学生。毛泽东在《新民学会会务报告》中指出：“诸人大都系杨怀中先生的学生，与闻杨怀中先生的绪论，作成一种奋斗的向上的人生观，新民学会乃从此产生。”
新民学会成立后的第一项重要活动是积极倡导留法勤工俭学。五四运动过程中新民学会组织了反帝反封建的运动。1920年下半年，新民学会有许多会员加入了中国社会主义青年团与共产主义小组。1921年中国共产党成立之后，新民学会逐渐地停止了活动。
新民学会中比较有名的会员有：毛泽东、萧子升、李维汉、何叔衡、蔡和森、向警予。